# Сопки (Новгородський район)
Сопки (рос. Сопки) — присілок в Новгородському районі Новгородської області Російської Федерації.
Населення становить 41 особу. Входить до складу муніципального утворення Савинське сільське поселення.

## Історія
Від 2004 року входить до складу муніципального утворення Савинське сільське поселення.

## Населення
| 2010 |
| ---- |
| 41   |